# Rogowo (gemeente in powiat Rypiński)

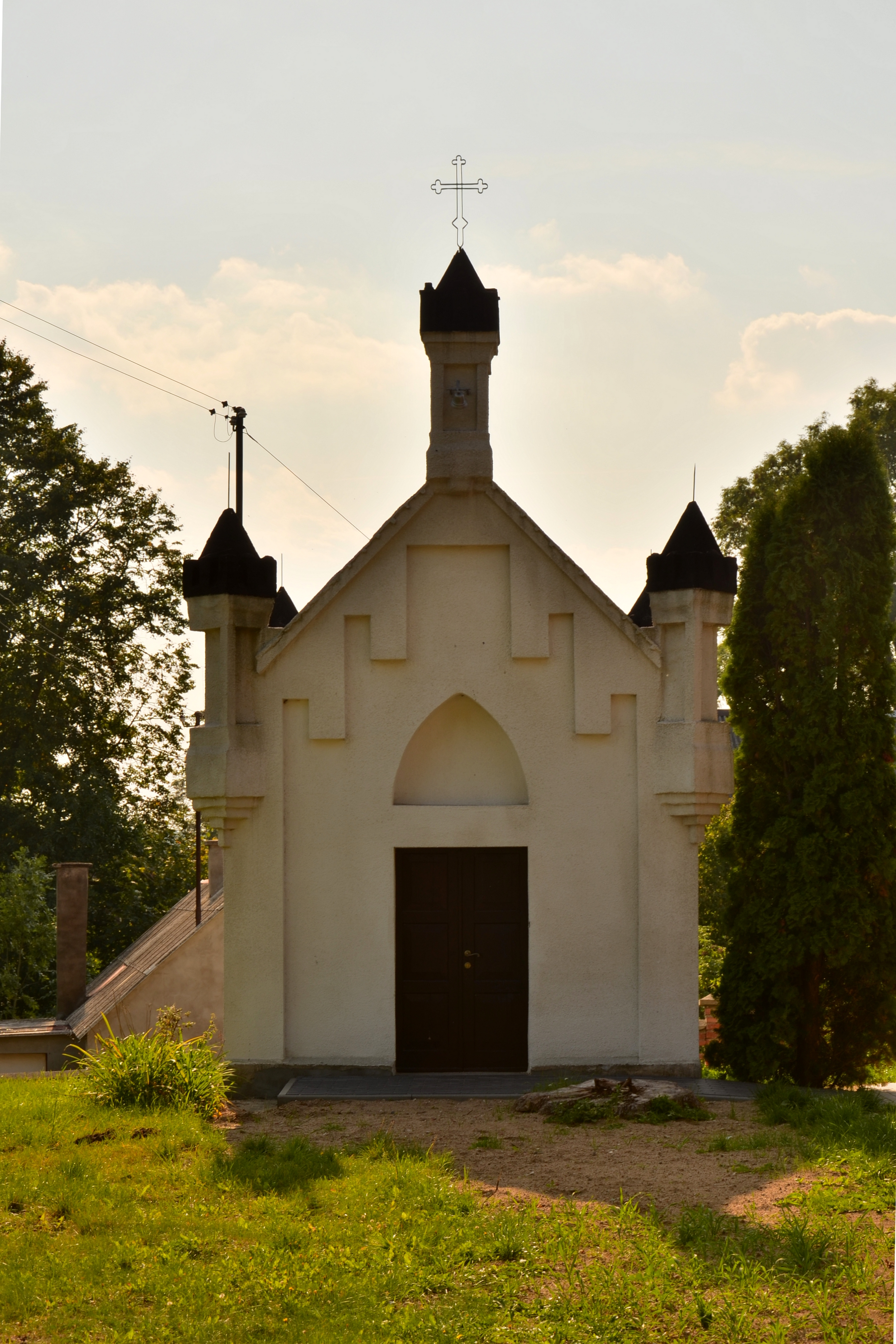
Kapel in Rogowo

De gemeente Rogowo is een landgemeente in het Poolse woiwodschap Koejavië-Pommeren, in powiat Rypiński.
De zetel van de gemeente is in Rogowo.
Op 30 juni 2004 telde de gemeente 4762 inwoners.

## Oppervlakte gegevens
In 2002 bedroeg de totale oppervlakte van gemeente Rogowo 139,8 km², waarvan:
- agrarisch gebied: 62%
- bossen: 26%

De gemeente beslaat 23,81% van de totale oppervlakte van de powiat.

## Demografie
Stand op 30 juni 2004:
| Omschrijving                   | Totaal | Totaal | Vrouwen | Vrouwen | Mannen | Mannen |
| ------------------------------ | ------ | ------ | ------- | ------- | ------ | ------ |
| eenheid                        | aantal | %      | aantal  | %       | aantal | %      |
| inwoners                       | 4762   | 100    | 2357    | 49,5    | 2405   | 50,5   |
| bevolkingsdichtheid (inw./km²) | 34,1   | 34,1   | 16,9    | 16,9    | 17,2   | 17,2   |

In 2002 bedroeg het gemiddelde inkomen per inwoner 1580,24 zł.

## Plaatsen in de gemeente Rogowo
Borowo, Brzeszczki Duże, Brzeszczki Małe, Charszewo, Czumsk Duży, Czumsk Mały, Huta, Huta-Chojno, Karbowizna, Kosiory, Lasoty, Lisiny, Nadróż, Narty, Nowy Kobrzyniec, Pinino, Pręczki, Rogowo, Rogówko, Rojewo, Ruda, Rumunki Likieckie, Sosnowo, Stary Kobrzyniec, Szczerby, Świeżawy, Wierzchowiska

## Aangrenzende gemeenten
Brzuze, Chrostkowo, Rypin, Skępe, Skrwilno, Szczutowo